# Matthew Jago
Matthew Ethan Jago (Johannesburgo, 12 de enero de 1987) es un deportista sudafricano que compitió en judo. Ganó una medalla de bronce en los Juegos Panafricanos de 2007, y una medalla de plata en el Campeonato Africano de Judo de 2008.

## Palmarés internacional
| Juegos Panafricanos | Juegos Panafricanos | Juegos Panafricanos | Juegos Panafricanos |
| Año                 | Lugar               | Medalla             | Categoría           |
| ------------------- | ------------------- | ------------------- | ------------------- |
| 2007                | Argel (Argelia)     | Medalla de bronce   | –81 kg              |
| Campeonato Africano |                     |                     |                     |
| Año                 | Lugar               | Medalla             | Categoría           |
| 2008                | Agadir (Marruecos)  | Medalla de plata    | –81 kg              |